# Sisupalgarh

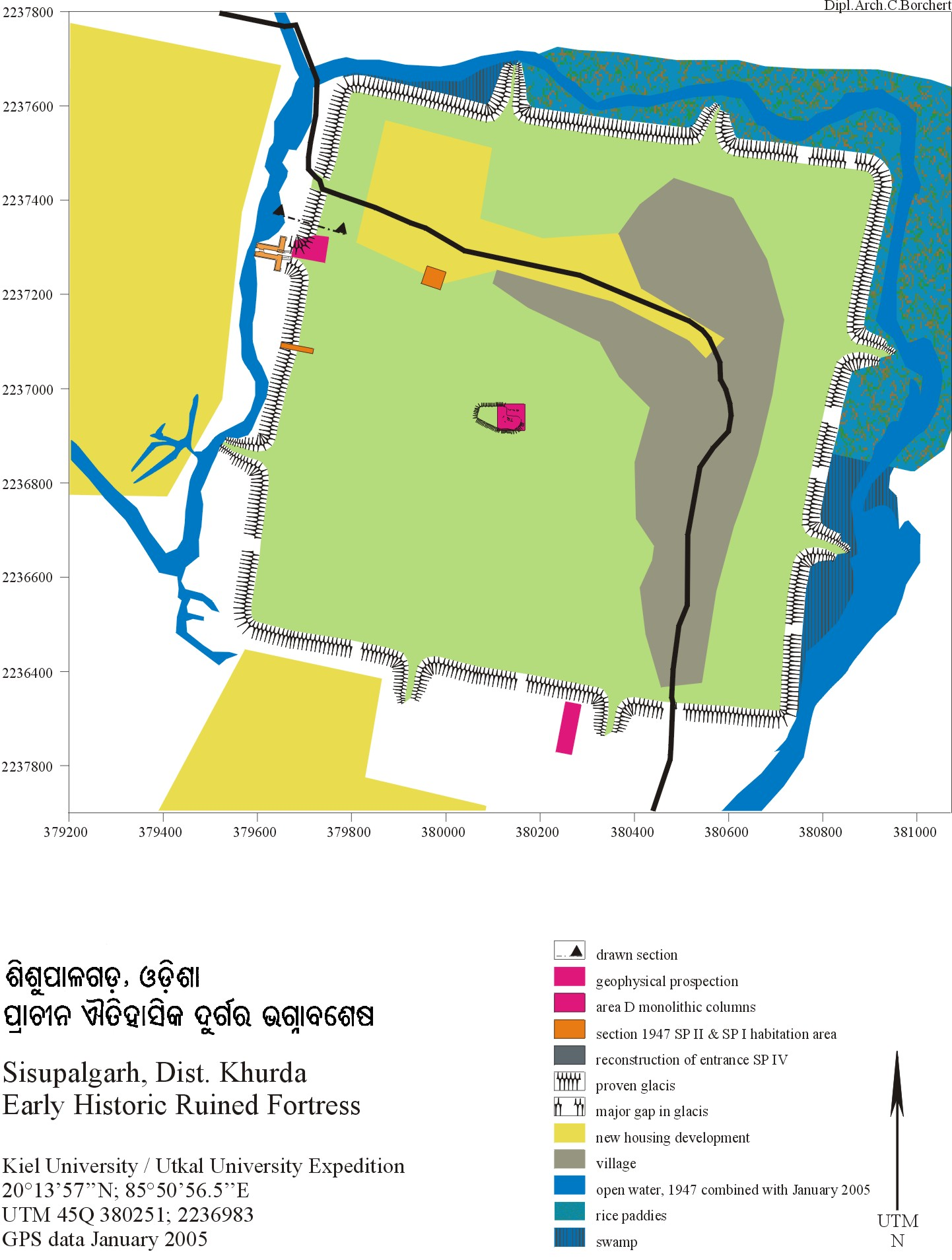
Plan du site

Sisupalgarh ou Sishupalgarh est une fortification en ruines dans le District de Khurda au sein de l'état d'Orissa en Inde. C'est la plus grande et la mieux conservée des fortifications préhistoriques en Inde.

## Gallery

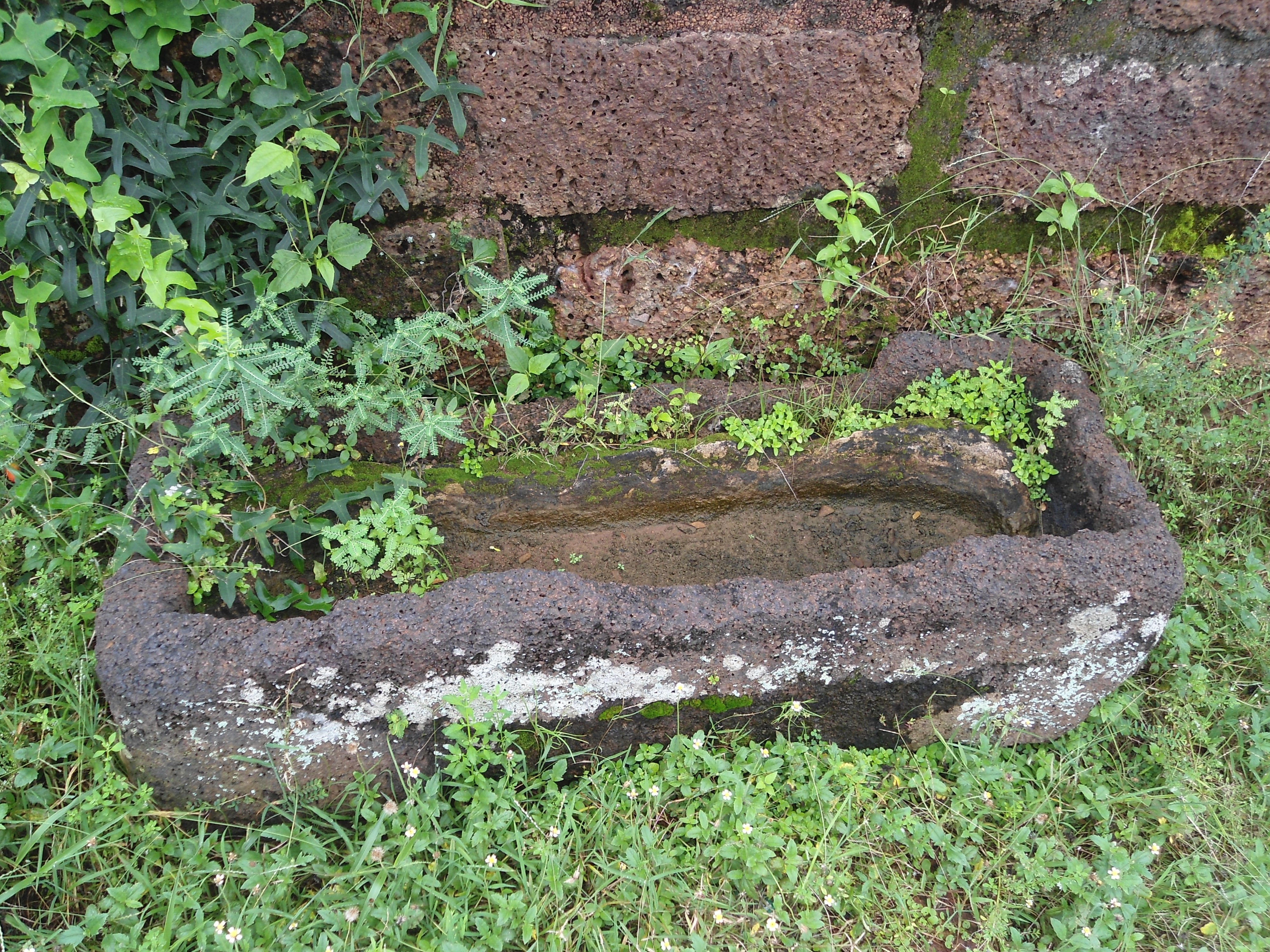
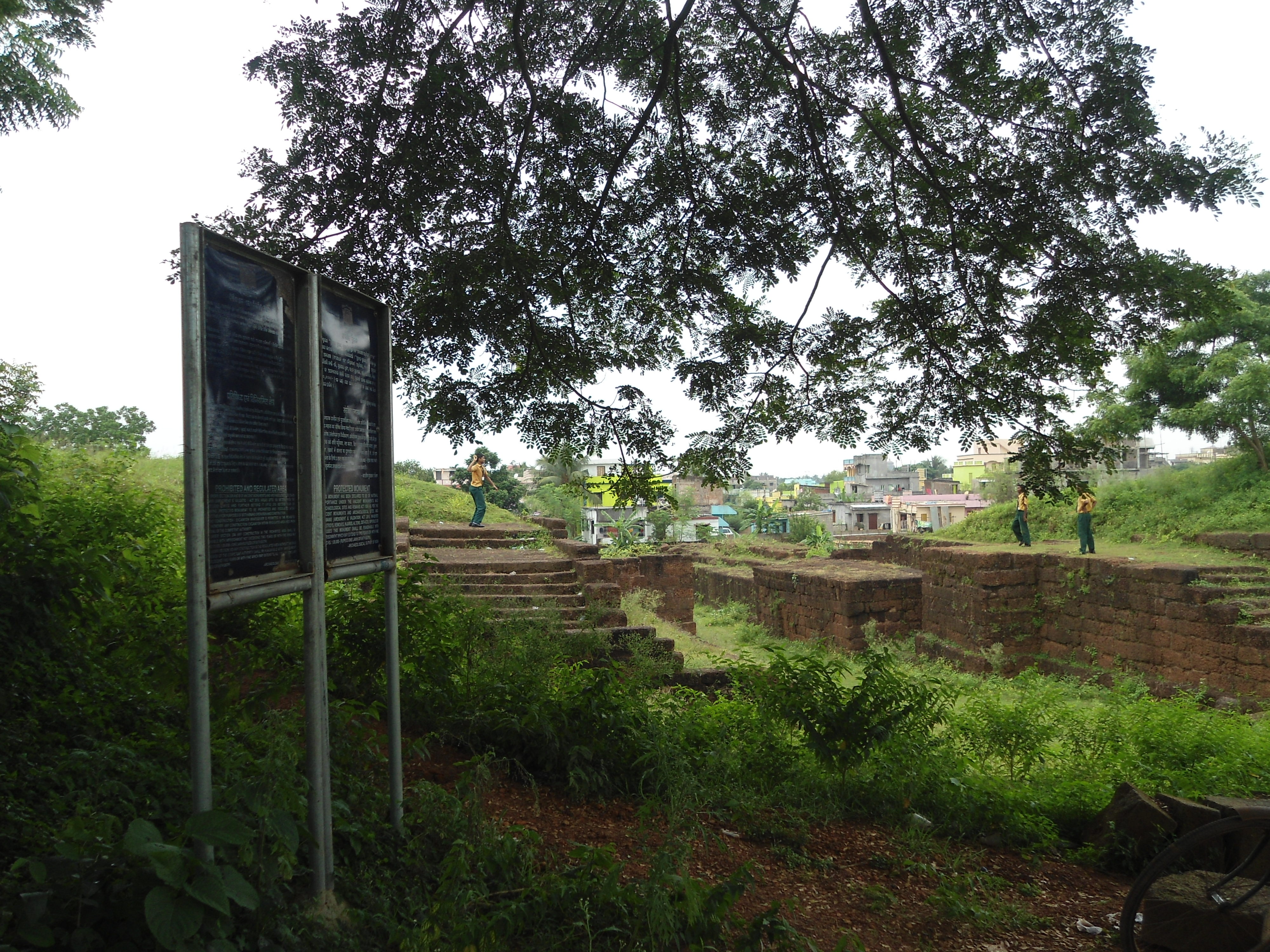
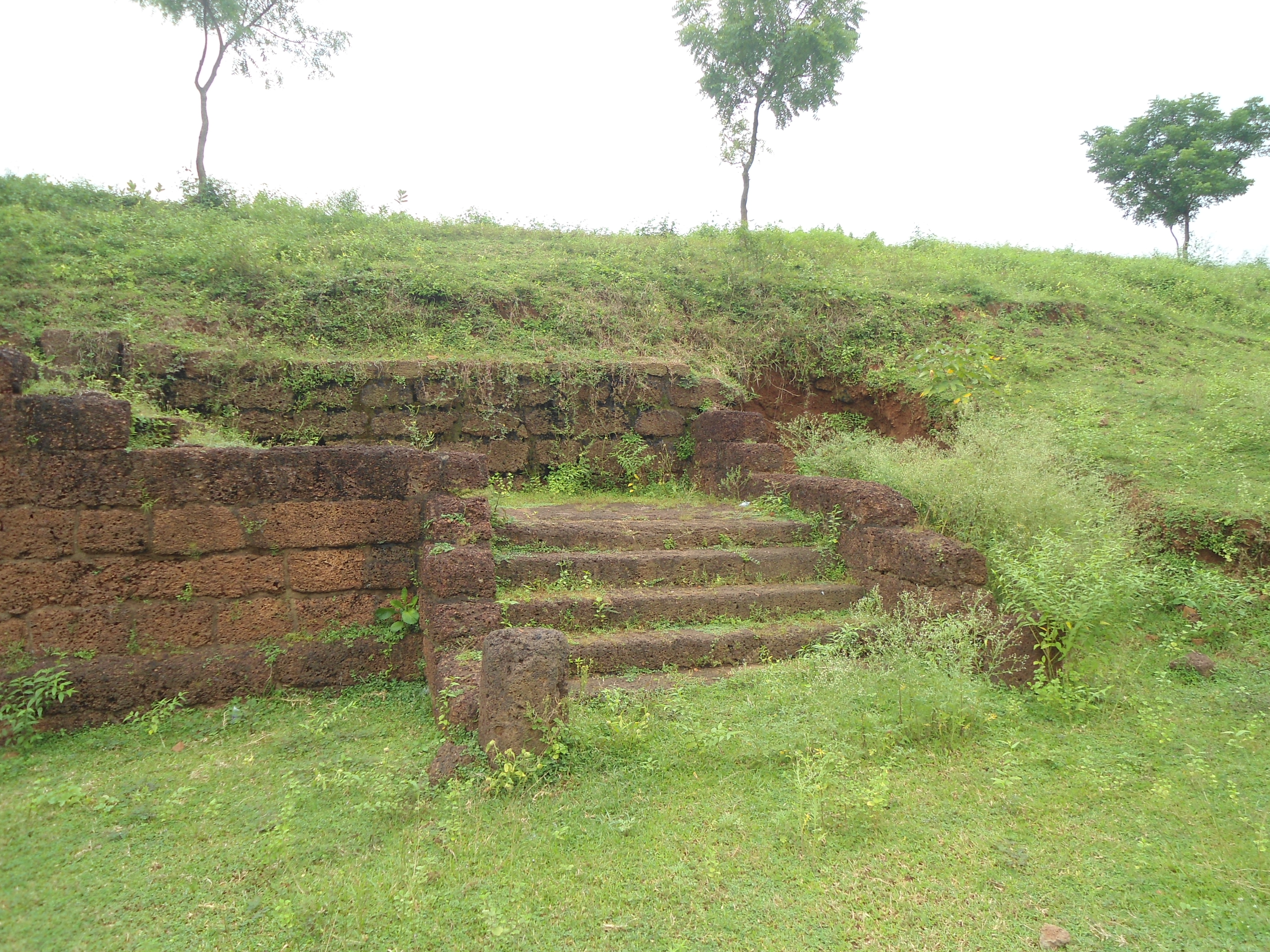
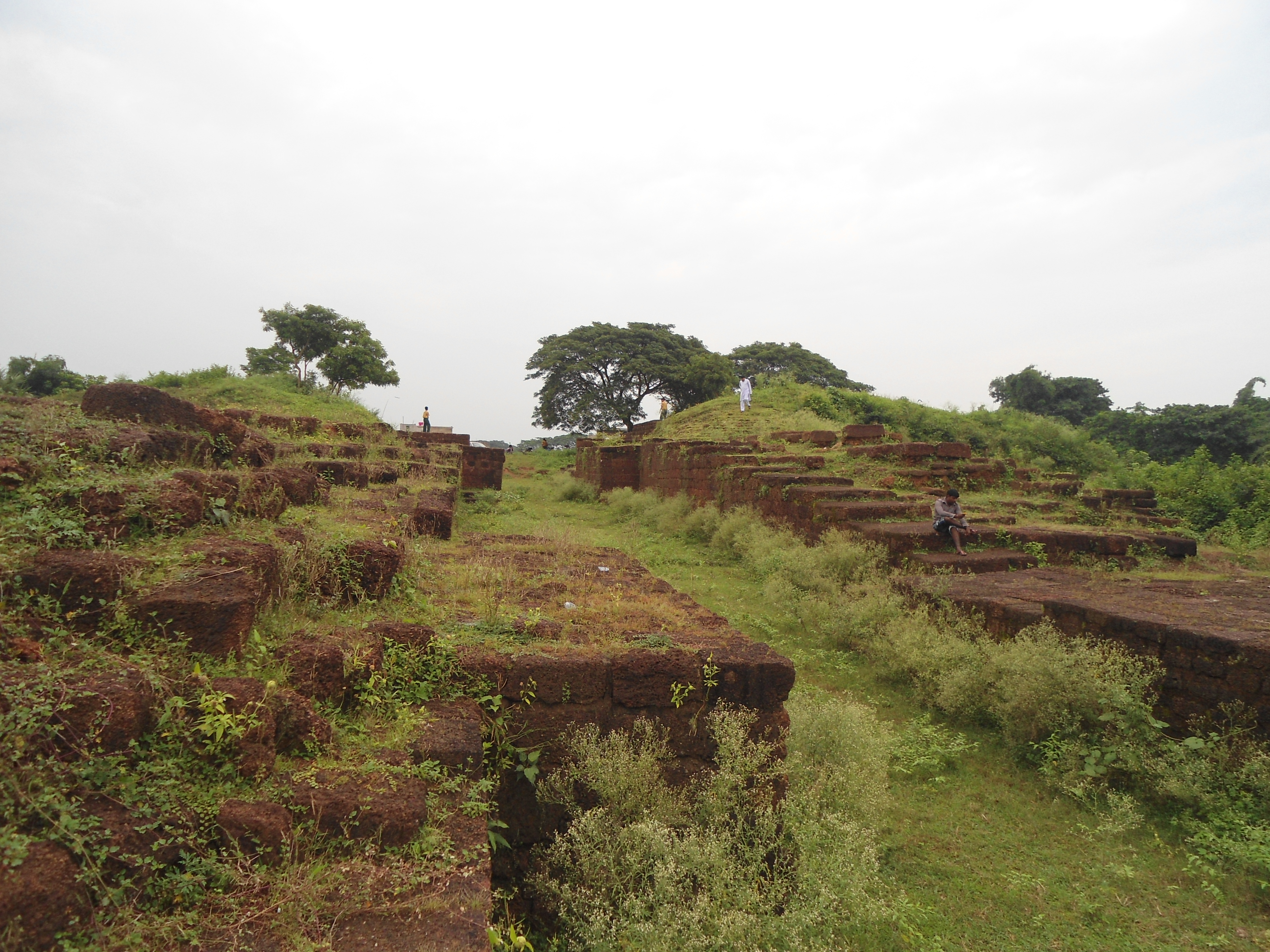
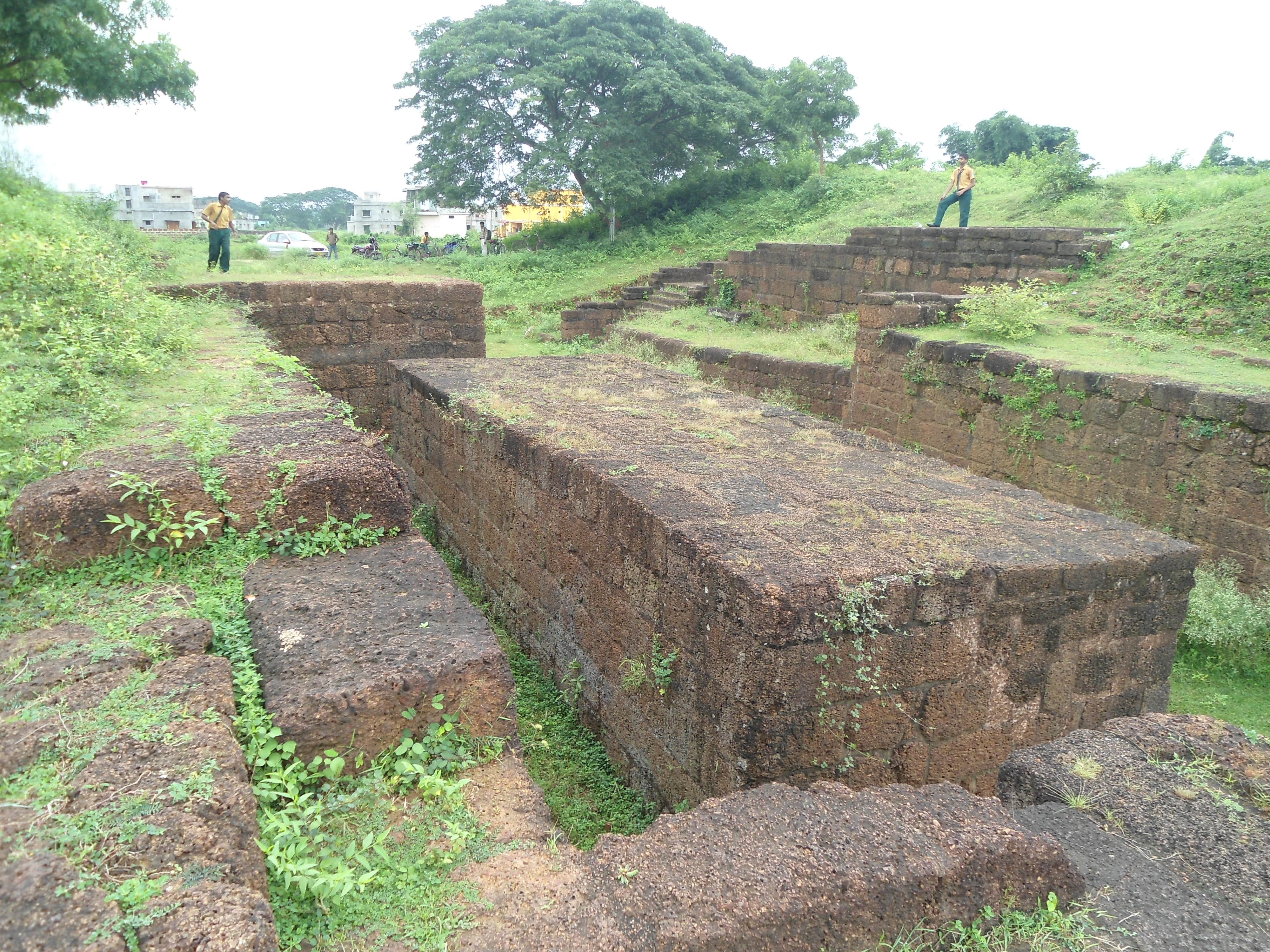
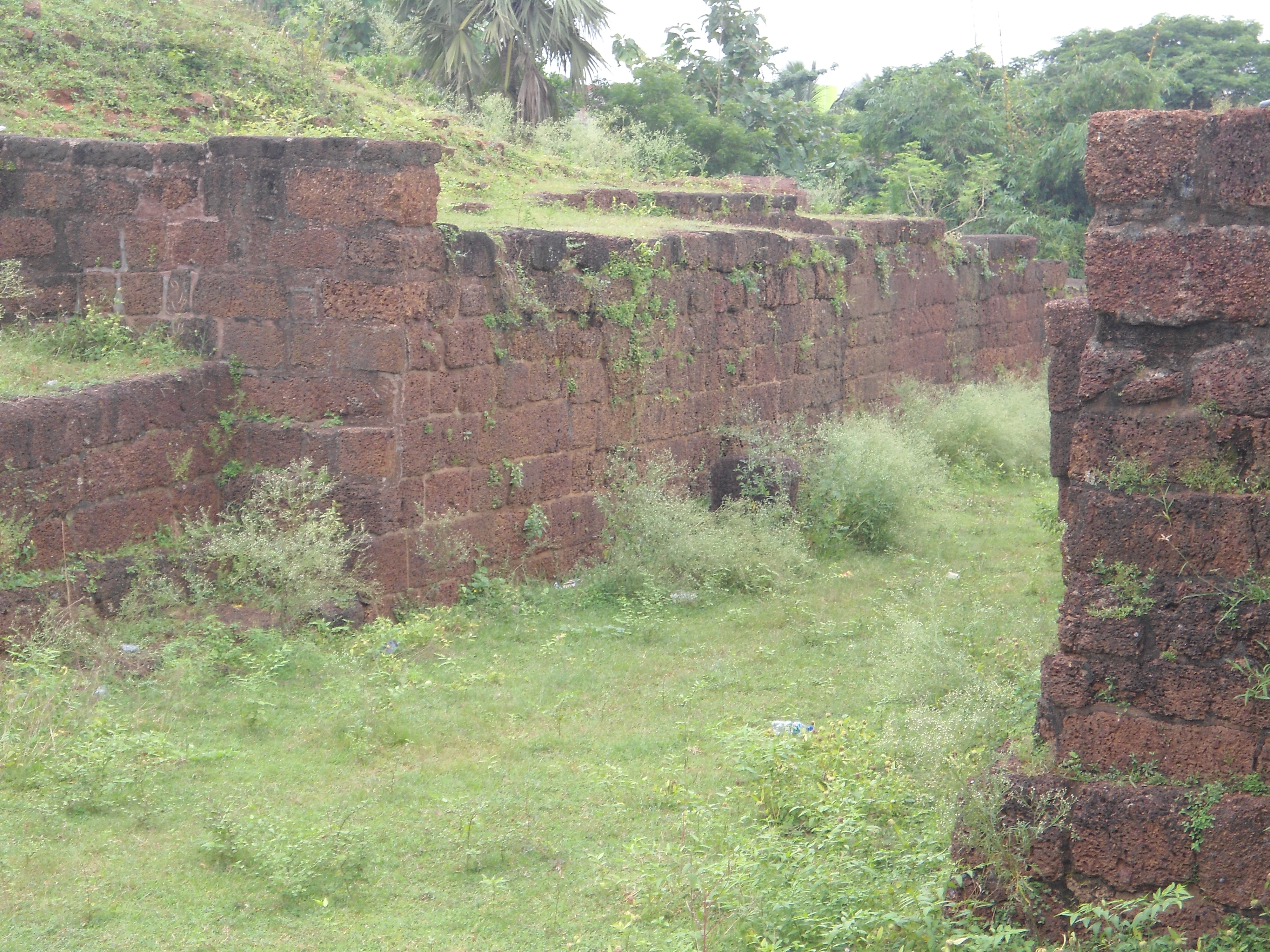
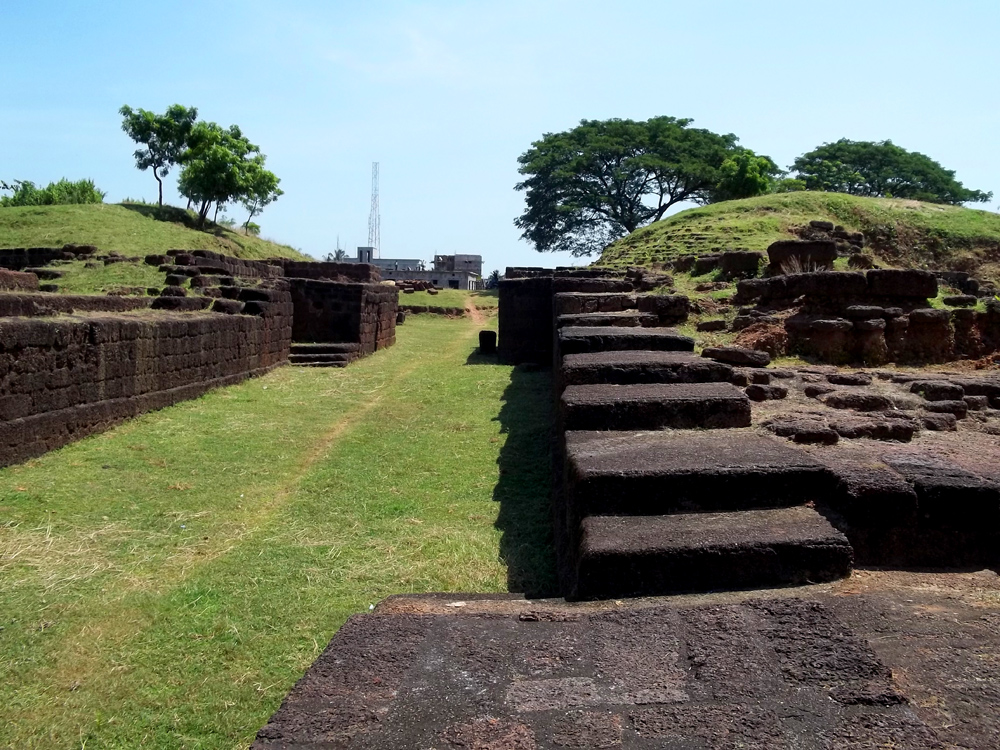